# Glomeroides cooki
Glomeroides cooki är en mångfotingart som beskrevs av Shear 1986. Glomeroides cooki ingår i släktet Glomeroides och familjen klotdubbelfotingar. Inga underarter finns listade i Catalogue of Life.